# Galois (cràter)

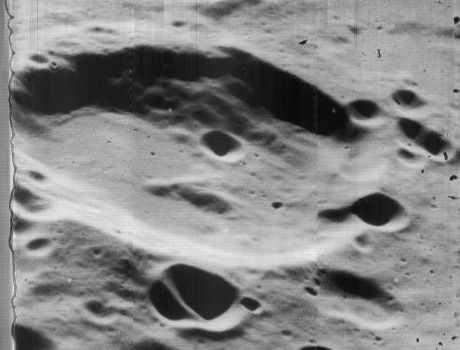
Vista obliqua de Galois A

Galois és un gran cràter d'impacte situat a la cara oculta de la Lluna. Les característiques d'aquesta classe es denominen comunament planes emmurallades, a causa de la seva aparença i dimensions. Es troba just al sud-est d'una altra gran plana emmurallada, el cràter Korolev, una formació gairebé amb el doble del diàmetre de Galois. Diversos centenars de quilòmetres cap al sud apareix un altre cràter enorme, Apol·lo.
Es tracta d'un element molt erosionat, amb una vora reconfigurada per nombrosos impactes particularment al llarg del bord nord-oest, on es troba prop de Korolev. Una afluència de material forma una protuberància cap a l'interior en el seu costat sud, que està afectat per Galois P. El sòl interior també està cobert per diversos cràters notables, com Galois A i Galois L que formen una parella gairebé d'iguals prop del punt mitjà. Al costat nord-est del brocal apareixen Galois B i Galois C, mentre que Galois T es recolza contra la paret interior al nord-oest. La secció més intacta i gairebé al mateix nivell de la plataforma interior és el sector sud-oest de l'interior.
Un petit cràter d'impacte sense nom localitzat al costat nord-est de Galois té una albedo relativament alta i es troba en el centre d'un petit sistema de marques radials. Els raigs d'aquest impacte són els més destacats en el nord, on toquen el sòl del cràter Mechnikov. Aquests cràters que tenen un sistema de raigs es consideren indicatius d'un impacte relativament recent, ja que els raigs s'esborren de manera constant per la intempèrie espacial.

## Cràters satèl·lit
Per convenció, aquests elements són identificats als mapes lunars posant la lletra al costat del punt mitjà del cràter que està més prop de Galois.
|        | \| Galois \| Coordenades \| Diàmetre \| \| ------ \| -------------------------------------- \| -------- \| \| A \| 14° 00′ S, 152° 30′ O / 14.0°S,152.5°O \| 54 km \| \| B \| 11° 18′ S, 151° 48′ O / 11.3°S,151.8°O \| 20 km \| \| C \| 12° 24′ S, 150° 30′ O / 12.4°S,150.5°O \| 22 km \| \| F \| 13° 54′ S, 146° 24′ O / 13.9°S,146.4°O \| 13 km \| \| H \| 15° 12′ S, 150° 54′ O / 15.2°S,150.9°O \| 19 km \| \| L \| 15° 30′ S, 152° 00′ O / 15.5°S,152.0°O \| 51 km \| \| M \| 16° 06′ S, 152° 24′ O / 16.1°S,152.4°O \| 18 km \| \| Q \| 15° 12′ S, 154° 42′ O / 15.2°S,154.7°O \| 132 km \| \| S \| 14° 30′ S, 154° 54′ O / 14.5°S,154.9°O \| 18 km \| \| O \| 13° 12′ S, 154° 42′ O / 13.2°S,154.7°O \| 35 km \| |          |
| Galois | Coordenades | Diàmetre |
| A      | 14° 00′ S, 152° 30′ O / 14.0°S,152.5°O | 54 km    |
| B      | 11° 18′ S, 151° 48′ O / 11.3°S,151.8°O | 20 km    |
| C      | 12° 24′ S, 150° 30′ O / 12.4°S,150.5°O | 22 km    |
| F      | 13° 54′ S, 146° 24′ O / 13.9°S,146.4°O | 13 km    |
| H      | 15° 12′ S, 150° 54′ O / 15.2°S,150.9°O | 19 km    |
| L      | 15° 30′ S, 152° 00′ O / 15.5°S,152.0°O | 51 km    |
| M      | 16° 06′ S, 152° 24′ O / 16.1°S,152.4°O | 18 km    |
| Q      | 15° 12′ S, 154° 42′ O / 15.2°S,154.7°O | 132 km   |
| S      | 14° 30′ S, 154° 54′ O / 14.5°S,154.9°O | 18 km    |
| O      | 13° 12′ S, 154° 42′ O / 13.2°S,154.7°O | 35 km    |